# 史卡沙
史卡沙（Scatha），是英國作家約翰·羅納德·瑞爾·托爾金（J.R.R. Tolkien）的史詩式奇幻作品《魔戒三部曲》中的虛構角色。
牠掠奪了灰色山脈（Ered Mithrin）的矮人寶庫，最終被伊歐西歐德人類佛蘭（Fram）斬殺。

## 名字
史卡沙（Scatha）是古英語（Old English），意思是「仇敵、強盜、施害者」enemy, robber, injurer。牠亦被稱為「巨蟲史卡沙」（Scatha the Worm），可能因為牠有瘦長的身型。

## 總覽
牠是出沒於灰色山脈的惡龍。不清楚關於牠的家庭狀況，但牠大概是惡龍格勞龍（Glaurung）的後裔，因為格勞龍被稱為「惡龍之父」。
關於史卡沙的身型，托爾金沒有給予太多資料，只有說到牠是一頭「巨蟲」，加上牠能鑽進矮人的閘門，可推測牠大概是比較細小的惡龍。牠的寶藏大概是被伊歐西歐德人類與矮人（Dwarves）所瓜分，至魔戒聖戰（War of the Ring）期間，洛汗王室依舊保有一些牠的寶藏，如梅里雅達克·烈酒鹿（Merry Brandybuck）獲贈的魔法號角（Horn of the Mark）。

## 生平
不清楚史卡沙的出生時間或地點，若牠是魔苟斯（Morgoth）時代孵育的惡龍，牠應該是在第一紀元生於安格班（Angband）；若牠是後來惡龍繁殖生下來的話，則大概是在第二或第三紀元時生於灰色山脈以北的荒原（Northern Waste）。
後來史卡沙掠奪了在灰色山脈的矮人寶庫，並持續佔據那地。伊歐西歐德（Éothéod）於第三紀元1977年立國，盤踞於附近灰色山脈的史卡沙大概成為了他們的威脅，故此伊歐西歐德的領袖佛魯格馬（Frumgar）之子佛蘭主動出擊，約在第三紀元第二個千禧年前後斬殺了史卡沙。
史卡沙死後，其寶藏的歸屬權就成為了人類與矮人的爭議。在這場糾紛中，佛蘭把史卡沙的牙齒穿成項鏈，當作「稀世珍寶」送給矮人。矮人可能惱羞成怒之下殺了佛蘭。儘管雙方關係惡劣，但很可能最後他們解決爭端，平分了牠的遺產。

## 資料來源
1. 1 2  .   [2011-10-25]. （原始内容存档于2021-01-26）.
2. ↑  .   [2011-10-25]. （原始内容存档于2011-10-23）.
3. ↑  《魔戒三部曲》 2001年 聯經初版翻譯 第六部第六節《眾人別離》
4. ↑  按《魔戒三部曲》的附錄所說，灰色山脈以北的荒原有著惡龍居住，而且地理位置較接近陸沉前的安格班，加上第三紀元2570-89年間灰色山脈的矮人遭到惡龍攻擊，故此推測牠們可能在那裡繁殖，並侵略鄰近的矮人地區。詳見《附錄一帝王本紀及年表》與《附錄二編年史》
5. 1 2 3  《魔戒三部曲》 2001年 聯經初版翻譯 附錄一帝王本紀及年表